# Anita Kugler
Anita Kugler (* 11. Oktober 1945 in Thüringen als Anita Schorowsky) ist eine deutsche Buchhändlerin, Historikerin, Journalistin und Schriftstellerin.

## Werdegang
Kugler wurde als Tochter von Deutsch-Balten nach dem Zweiten Weltkrieg in Thüringen geboren und lebte als Kind sechs Jahre in westdeutschen Flüchtlingslagern. Nach einer Buchhändlerlehre in Ulm und Wanderjahren in den USA zählte sie zu den Mitgründern der beiden Göttinger Buchläden Polibula („Politischer Buchladen“) im Frühjahr 1970  sowie „Rote Straße“ im Oktober 1972 und machte das Abitur nach. Kugler studierte in Göttingen, Detroit und Berlin Politikwissenschaften sowie Neuere Geschichte und forschte beim Internationalen Metallgewerkschaftsbund in Genf. In den 1980er Jahren führte sie Studien zur amerikanischen Automobilindustrie und zur Zwangsarbeit im Nazideutschland durch. 1989 wurde sie als Quereinsteigerin Redakteurin bei der taz. Dort betreute sie das Ressort „Politisches Buch“ und verfasste zahlreiche Beiträge zu zeitgeschichtlichen Themen und zum aktuellen jüdischen Leben in Deutschland.
Als die baltischen Staaten im Rahmen der Auflösung der UdSSR unabhängig wurden, resultierten aus zahlreichen Lettland-Reisen Kuglers Artikel über das vergessene Schicksal der baltischen Juden. Anita Kugler engagierte sich auch für die Entschädigung von NS-Opfern in Riga. Das Museum Juden in Lettland ernannte Kugler zum zweiten Ehrenmitglied. 1996 brachte der NDR über die Arbeit von Kugler und ihren Kollegen Arno Luik und Thomas Schmid bei der taz eine halbstündige Reportage von Tilman Jens unter dem Titel „Kleine Zeitung – kluge Köpfe“.
Als Kugler 1995 zum Jahrestag der Eröffnung der Nürnberger Prozesse der Frage nachging, wie deutsche Gerichte in der unmittelbaren Nachkriegszeit Verbrechen gegen die Menschlichkeit ahndeten, stieß sie auf die Geschichte des „jüdischen SS-Offiziers“ Fritz Scherwitz. In einer Urteilssammlung über nationalsozialistische Tötungsverbrechen hatte sie den in Bayern gegen ihn geführten Prozess gefunden; es war der erste, der auch mit einem Strafurteil endete. Nach zwei Jahren Recherchen ohne große Erkenntnisse fand sie den Aufsatz von Alexander Lewin über Eleke Sirewitz; es war der Name, unter dem Scherwitz geboren war. 1999 ließ sich Kugler von der taz beurlauben, um die Geschichte über einen Mann, der die SS an der Nase herumgeführt und in Riga vielen Juden das Leben gerettet haben sollte, aufzuschreiben.
Während ihrer Recherchen zu ihrem Buch über Scherwitz schrieb Kugler zur Jahrtausendwende innerhalb von nur sieben Wochen unter dem Namen Anita Lenz einen autobiographischen Roman. Das Buch, das bis auf den ersten Platz der Bestsellerlisten gelangte, lief im Juli 2002 mit Iris Berben und Robert Atzorn in den Hauptrollen als Literaturverfilmung unter dem Titel „Wer liebt, hat Recht“ im ZDF. Susanne Katzorke (taz) fand den von Lenz schonungslos aus der Ich-Perspektive geschilderten Ehebruch ihres Ehemanns „faszinierend“, in der allzu detaillierten, „Voyeurismus“ geradezu erzwingenden Detailschilderung ihrer Gefühle zugleich „schwierig und anstrengend“. Für Marianne Wellershoff war das Buch ein „radikales Protokoll von Eifersucht, Hass, Selbstanklage und dem Versuch, eine fast zerrissene Ehe wieder zusammenzuflicken“, das „seine Wucht und Überzeugungskraft […] aus dem Exhibitionismus der Autorin und aus der Tatsache, dass sich der Verrat tatsächlich so abgespielt hat“ gewann.
Kugler unterstützte den Filmemacher Rosa von Praunheim bei seinen Recherchen zu seinem Dokumentarfilm Meine Mütter – Spurensuche in Riga (2007).
Seit 1974 lebt Anita Kugler in Berlin.

## Rezensionen zu Scherwitz
Susanne Heim hielt Kuglers Buch vor allem deshalb für lesenswert, weil es ihr gelungen sei, „die verschiedenen Milieus sensibel und akribisch zu skizzieren, in denen jemand wie Scherwitz reüssieren konnte – und letztlich abstürzte“. Das Buch lese „sich spannend wie ein Krimi“ und sei „gleichzeitig […] eine ebenso faktenreiche wie kundige historische Studie“.
Harry Nutt spricht von einem „atemberaubenden Geschichtskrimi“ über jemanden, „der sich der historischen Eindeutigkeit entzieht.“ Kugler habe „sich zu keinem Zeitpunkt“ als „um die Anerkennung einer Zunft“ buhlende Historikerin geriert; „mit mentalitätsgeschichtlichen Spekulationen, die sich auf vielfache Weise“ angeboten hätten, habe sie sich zurückgehalten. Zwar blieben aus ihrer über sechsjährigen Recherche zur „Rekonstruktion einer Lebensgeschichte“ viele Fragen offen, weshalb Kritiker ihre Arbeit eher irritiert zur Kenntnis nähmen. Der „beharrlichen Geschichtsarbeit“ käme aber „ein unschätzbares Verdienst zu“, das „nicht hoch genug zu bewerten“ sei.
„Trotz ihrer Akribie“ habe „Kuglers Recherche oft zu Widersprüchen“ geführt, schrieb Igal Avidan (NZZ), „den Fluss der spannenden Erzählung“ habe sie häufig durch Zeugenaussagen unterbrochen. Am besten sei ihr „die Darstellung des Lebens in der bayrischen Provinz unter der amerikanischen Entnazifizierung gelungen“, während der Scherwitz mit seinen Lügen nur das perfektioniert habe, „was die Mehrheit der Deutschen auch versuchten: sich nämlich von jeglicher Schuld reinzuwaschen.“ Kugler habe zeigen können, „dass auch ein SS-Offizier ein Mensch sein konnte“. Das Buch sei „sowohl eine Spurensuche als auch ein Epos des Untergangs der 30.000 Juden in Riga; ein Geschichtskapitel, das zu Sowjetzeiten verschwiegen wurde“.
Hans-Jürgen Döscher empfand die von Kugler dargestellte „singuläre Lebensgeschichte des Fritz Scherwitz alias Eleke Sirewitz“ zwar spannend dargestellt, bemängelte aber, dass das Buch „nur wenig gesichertes Wissen“ vermittle. Dies beginne bereits beim Buchtitel „Der jüdische SS-Offizier“, da „trotz intensiver Archivstudien und zahlreicher Zeugenbefragungen […] die von Scherwitz nach 1945 beanspruchte jüdische Abstammung ‚bis heute ungewiß‘ sei“ und es den „Begriff ‚SS-Offizier‘ in der Nomenklatur des SS-Personalhauptamtes nicht“ gegeben habe.
Für Hans G Helms dagegen ist das Spannende an Kuglers Studie „ohnehin nicht die Frage, ob Scherwitz nun tatsächlich jüdischer Abstammung ist oder nicht, eher schon die Leichtfertigkeit und Willkür der SS-Praxis, die Scherwitz für seine Juden“ ausbeute: beispielsweise, wie Scherwitz nur auf Grund der Aussagen von Freunden 1933 in die auf „arische Rassenreinheit verpflichtete SS“ aufgenommen werde oder 1935 seine Heiratserlaubnis erhalte.
Die Frage, ob Scherwitz „nun Kriegsverbrecher oder Wohltäter“ gewesen sei, bewegte Günther Schwarberg nach der Lektüre des Buchs, das „ganz und gar unglaubliche Schwänke zwischen Todesangst und Heiterkeit“ beschreibe. Scherwitz habe „den Juden die Zeit im Lager ein wenig leichter gemacht. Aber wenn sie abgeholt wurden zum Erschießen“ habe er „wahrscheinlich sogar mitgeschossen.“ Ob er „vom Gericht wegen Totschlags mit sechs Jahren Haft zu milde oder zu hart bestraft worden“ sei, sei vor allem im Vergleich „mit den skandalösen Verfahren gegen deutsche KZ-Verbrecher“ irrelevant: es gäbe „keinen Anspruch auf Gleichbehandlung im Unrecht“.

## Bücher (Auswahl)
- Anita Kugler: Arbeitsorganisation und Produktionstechnologie der Adam-Opel-Werke (von 1900 bis 1929). Internationales Institut für vergleichende Gesellschaftsforschung am WZB Berlin 1985
- Anita Kugler: Raubdrucke – Die freie Liebe bitte neben die Kasse. In: Christiane Landgrebe, Jörg Plath (Hrsg.): 68 und die Folgen: ein unvollständiges Lexikon. Argon Berlin 1998, ISBN 978-3-87024-462-0, S. 103–108.
- Anita Lenz: Wer liebt, hat Recht: Roman. Kiepenheuer & Witsch, Köln  2000, ISBN 978-3-462-02949-9.
- Anita Kugler: Scherwitz. Der jüdische SS-Offizier. Kiepenheuer & Witsch, Köln 2004, ISBN 978-3-462-03314-4, eingeschränkte Vorschau.
- Reinhold Billstein, Karola Fings, Anita Kugler, Nicholas Levis: Working for the Enemy: Ford, General Motors, and Forced Labor in Germany during the Second World War. Berghahn Books, New York 2004, ISBN 978-1-78238-785-5, eingeschränkte Vorschau.
- Anita Kugler: Hausmannskost mit Stevia gesüßt. Wagner Gelnhausen 2012, ISBN 978-3-86279-293-1.
- Anita Kugler, Stefanie Bisping: Estland, Lettland, Litauen. Komet Köln 2017, ISBN 978-3-86941-754-7.
- Anita Kugler: Der SS-Untersturmführer Scherwitz der in Riga Juden rettete,  nach dem Krieg behauptete selbst einer zu sein und in einem antisemitischen Prozeß in München als Mörder verurteilt wurde. In: Täter Helfer Trittbrettfahrer. Band 11 :NS-Belastete aus Nord-Schwaben.Hg: Wolfgang Proske, Gerstetten 2021, ISBN 978-3-945893-18-0. S. 285–309